# 安藤信正
安藤信正（1819年1月10日—1871年11月20日）是日本江户时代后期的政治人物，日本东北地方磐城平藩的第五代大名，氏族為安藤氏。父親是安藤信由，其母亲是第三代三河吉田藩藩主松平信明的女儿。

## 生平
1835年，征夷大將軍德川家齊接见了安藤信正。1847年，安藤信正的父亲去世，他成为了大名。1848年，出任德川幕府的奏者番。1858年又出任寺社奉行，随后被任命为大老井伊直弼手下的若年寄。1860年，他被任命为老中，并负责外交事务。井伊直弼在1860年的櫻田門外之變中被暗杀，之後安藤信正与久世廣周執掌幕府大權。
安藤信正也是公武合體的支持者。他在孝明天皇的妹妹和宮親子內親王嫁给征夷大將軍德川家茂的过程中发挥了作用。所有这些行动都引起了支持尊王攘夷的武士的敌意，1862年，六名前水戶藩武士在江户城坂下门外企图暗杀安藤信正，該事件也称为坂下門外之變。英国领事阿礼国在不久之后见到了伤痕累累的安藤信正，并对他的毅力留下了良好的印象。然而安藤信正很快在他的政敌逼迫下辭去幕府的老中職務，政敵指责他在安排继承人继承井伊直弼的过程中行为不当，并指责他接受了美国领事汤森·哈里斯的贿赂。1863年也不再擔任磐城平藩的藩主；但由于他的儿子和继承人还未成年，他继续从幕后统治磐城平藩。1868年，在戊辰戰爭期间，安藤信正加入奧羽越列藩同盟。在磐城之戦中，磐城平城被攻破以及烧毁，胜利的明治天皇政府於當年将安藤信正软禁。他于1869年被释放，1871年去世，享年52岁。